# الیور باکلی
الیور باکلی (انگلیسی: Oliver Ellsworth Buckley; ۸ اوت ۱۸۸۷ – ۱۴ دسامبر ۱۹۵۹) یک دانشمند بود.
وی همچنین برندهٔ جوایزی همچون مدال ادیسون انجمن مهندسان برق و الکترونیک شده است.